# Naumann (cráter)
Naumann es un pequeño cráter de impacto ubicado en el Oceanus Procellarum, en el sector noroeste de la Luna. Se encuentra relativamente aislado de otros cráteres.
|  |

Es un cráter simétrico en forma de cuenco con un borde de albedo relativamente alto. No presenta impactos notables yaciendo sobre su borde o sobre su interior. Los cráteres más cercanos son Lichtenberg al suroeste y Nielsen al sureste. Se encuentra en una región del mar lunar que carece de características significativas.

## Cráteres satélite
Por convención estos elementos son identificados en los mapas lunares poniendo la letra en el lado del punto medio del cráter que está más cercano a Naumann.

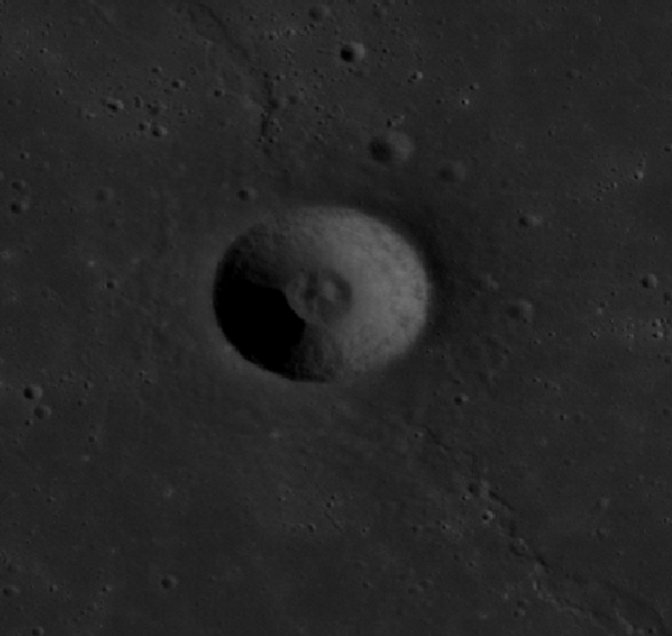
Cráter Naumann (imagen LRO)

|         | \| Naumann \| Coordenadas \| Diámetro \| \| ------- \| ----------------------------- \| -------- \| \| B \| 37°24′N 60°36′O / 37.4, -60.6 \| 10 km \| \| G \| 33°36′N 60°42′O / 33.6, -60.7 \| 6 km \| |          |
| Naumann | Coordenadas | Diámetro |
| B       | 37°24′N 60°36′O / 37.4, -60.6 | 10 km    |
| G       | 33°36′N 60°42′O / 33.6, -60.7 | 6 km     |